# Grigol Mgaloblischwili

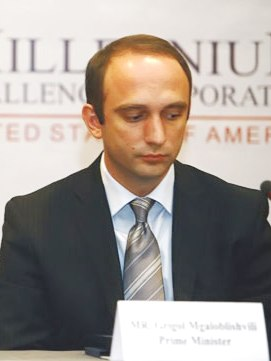
Grigol Mgaloblischwili

Grigol Mgaloblischwili (georgisch გრიგოლ მგალობლიშვილი; * 7. Oktober 1973 in Tiflis) ist ein georgischer Diplomat und Politiker. Vom 1. November 2008 bis zum 6. Februar 2009 war er Premierminister Georgiens.

## Leben
1990 bis 1995 studierte er Orientalistik an der Staatlichen Universität Tiflis. 1992 und 1993 wechselte er an die Universität Istanbul, wo er Türkisch studierte. 2002 und 2003 absolvierte er an der Universität Oxford einen postgraduierten Kursus in diplomatischen Studien.
1995 und 1996 arbeitete er als Übersetzer an der Handelsmission in Ankara. 1996 bis 1998 wechselte er in das georgische Außenministerium, wo er zunächst als Attaché, dann als zweiter und schließlich als erster Sekretär in der Westeuropa-Abteilung arbeitete. 1998 ging er erneut an die georgische Botschaft in Ankara. 2003 kehrte er nach Tiflis zurück, wo er stellvertretender Leiter der Abteilung für Nord- und Südamerika wurde. 2004 wurde er Leiter der Europa-Abteilung, ging dann als Botschafter in die Türkei. Am 1. November wählte ihn das georgische Parlament auf Vorschlag Staatspräsident Micheil Saakaschwilis zum Premierminister.
Bereits am 30. Januar 2009 bat Mgaloblischwili den Staatspräsidenten aus gesundheitlichen Gründen um seine Entlassung. Er litt bereits seit längerem an einer Nierenerkrankung, die er u. a. in Deutschland behandeln ließ. Einige Wochen zuvor hatte es bereits Presseberichte gegeben, Saakaschwili habe ein Rücktrittsgesuch des Premierministers abgelehnt und es sei zu tätlichen Auseinandersetzungen zwischen beiden gekommen. Als seinen Nachfolger schlug Mgaloblischwili den bisherigen Finanzminister und Vize-Premier Nika Gilauri vor.
Mgaloblischwili ist verheiratet und hat zwei Kinder. Neben Georgisch spricht er Englisch, Türkisch, Russisch und Deutsch.